# BigXthaPlug
BigXthaPlug, pseudonimo di Xavier Landum (Dallas, 12 maggio 1998), è un rapper statunitense, diventato noto grazie alle canzoni Texas, Mmhmm, Climate, Levels e Whip It.

## Biografia
Xavier Landum è nato il 12 maggio 1998, a Dallas, Texas. Landum è cresciuto in ambiente difficile, proveniente da una famiglia povera, e ricorda un'infanzia segnata da situazioni estreme. All'età di circa cinque anni, era presente quando sua madre sparò contro un potenziale ladro durante una tentata rapina. Landum racconta che mentre aveva un buonissimo rapporto con la madre, il padre era più severo con lui. Comunque, entrambi i suoi genitori lo introdussero alla musica, facendolo appassionare ad artisti come il gruppo The Isley Brothers, gli UGK, Drake e Lil Wayne, influenzando il suo gusto eclettico.
Landum ha avuto difficoltà a scuola fin dalla giovane età, saltando le lezioni e finendo spesso coinvolto in risse. All'età di nove anni, si trasferì a Commerce per vivere insieme al padre. Si appassionò al football, che divenne un modo per sfogare la sua aggressività. Le sue abilità sul campo, alla fine, gli valsero l'attenzione degli scout della NCAA Division I. Nel 2016, dopo essersi diplomato alla Ferris High School, si iscrive al Crown College, in Minnesota. Tuttavia, durante il periodo al college, Landum cominciò a vendere marijuana agli studenti, il che portò la polizia a scoprire la sostanza nella sua stanza del dormitorio. Venne quindi espulso dalla scuola, cosa che pose di conseguenza fine alle sue ambizioni scolastiche e sportive.
Senza un impiego stabile, Landum si rivolse a mezzi alternativi per guadagnarsi da vivere, ad esempio rapinando gli spacciatori. I suoi crimini lo hanno portato all'arresto poco prima del suo diciottesimo compleanno, con un'accusa di rapina aggravata. Dopo aver violato la libertà vigilata due anni dopo, fu rimandato in prigione, dove perse il primo compleanno del figlio, un fatto che lo colpì profondamente. Mentre era in isolamento, riuscì a combattere la noia e la frustrazione scrivendo le sue prime canzoni su di un modulo medico rilasciato dal carcere. Dopo il suo rilascio, Landum decise di dedicarsi seriamente alla musica, pagando il tempo in studio con i soldi provenienti dal traffico di droga.

## Carriera
Nel 2019, Landum rilascia il suo primo mixtape, Bacc from the Dead. Nel 2022, è stato arrestato per possesso illegale di armi e marijuana e ha trascorso del tempo in prigione, dove ha continuato a scrivere canzoni. Dopo essere stato rilasciato, ha pubblicato il suo album di debutto Amar, intitolato a suo figlio, nel febbraio 2023. L'album include il singolo Texas, che è stato certificato oro dalla Recording Industry Association of America (RIAA). Ha lanciato la sua etichetta 600 Entertainment nel 2023, firmando i rapper Ro$ama e Yung Hood.
Nell'ottobre 2023, ha pubblicato il singolo Mmhmm. La canzone ha debuttato alla 93ª posizione nella Billboard Hot 100 e ha raggiunto la 63° due mesi dopo la sua uscita, dopo che un remix con Finesse2tymes era stato incluso nel suo EP The Biggest.
Negli ultimi mesi del 2023, Landum partecipa al Don't Mess With Texas Tour insieme al rapper Big Yavo. Nel 2024 pubblica il suo secondo album, Take Care.

## Discografia

### Album in studio
- 2023 – Amar
- 2024 – Take Care

### EP
- 2020 – Bacc from the Dead
- 2022 – Big Stepper
- 2023 – The Biggest
- 2024 – Meet the 6ixers (con Ro$ama e Yung Hood)

### Singoli
- 2019 - Who Am I
- 2019 - Came Thru
- 2019 - Mula
- 2019 - The Plug
- 2021 - ZaZa (con Ybgrone)
- 2021 - Strange Fruit (con Ro$ama)
- 2021 - Soul Cry (con Ybgrone)
- 2021 - Feeling Like Dennis
- 2021 - Mr. Trouble
- 2021 - Big Stepper
- 2021 - The Truth (con Ro$ama)
- 2021 - The Man
- 2021 - Safehouse
- 2022 - I Like (con Ro$ama)
- 2022 - New Day
- 2022 - Enemies (con Ro$ama)
- 2022 - Rap Niggas (con Ro$ama)
- 2022 - Active
- 2022 - We from Texas (con Rizzoo Rizzoo)
- 2022 - Safehouse (Remix) (con Maxo Kream)
- 2022 - I Know (con Sauce Walka)
- 2022 - Texas
- 2022 - BigXmas
- 2023 - Primetime
- 2023 - Boy (con Big Yavo)
- 2023 - Mmhmm
- 2023 - 02 Lakers (con Ro$ama)
- 2024 - Meet the 6ixers (con Ro$ama e Yung Hood)
- 2024 - The Largest
- 2024 - Change Me

## Tournée
- 2024 – Don't Mess with Texas Tour
- 2024 - Take Care Tour